# Бредет (Ковасна)
Бредет (рум. Brădet) — село у повіті Ковасна в Румунії. Адміністративно підпорядковане місту Инторсура-Бузеулуй.
Село розташоване на відстані 135 км на північ від Бухареста, 28 км на південний схід від Сфинту-Георге, 29 км на схід від Брашова.

## Населення
За даними перепису населення 2002 року у селі проживали 848 осіб, з них 847 осіб (99,9%) румунів. Рідною мовою 847 осіб (99,9%) назвали румунську.